# Weismain

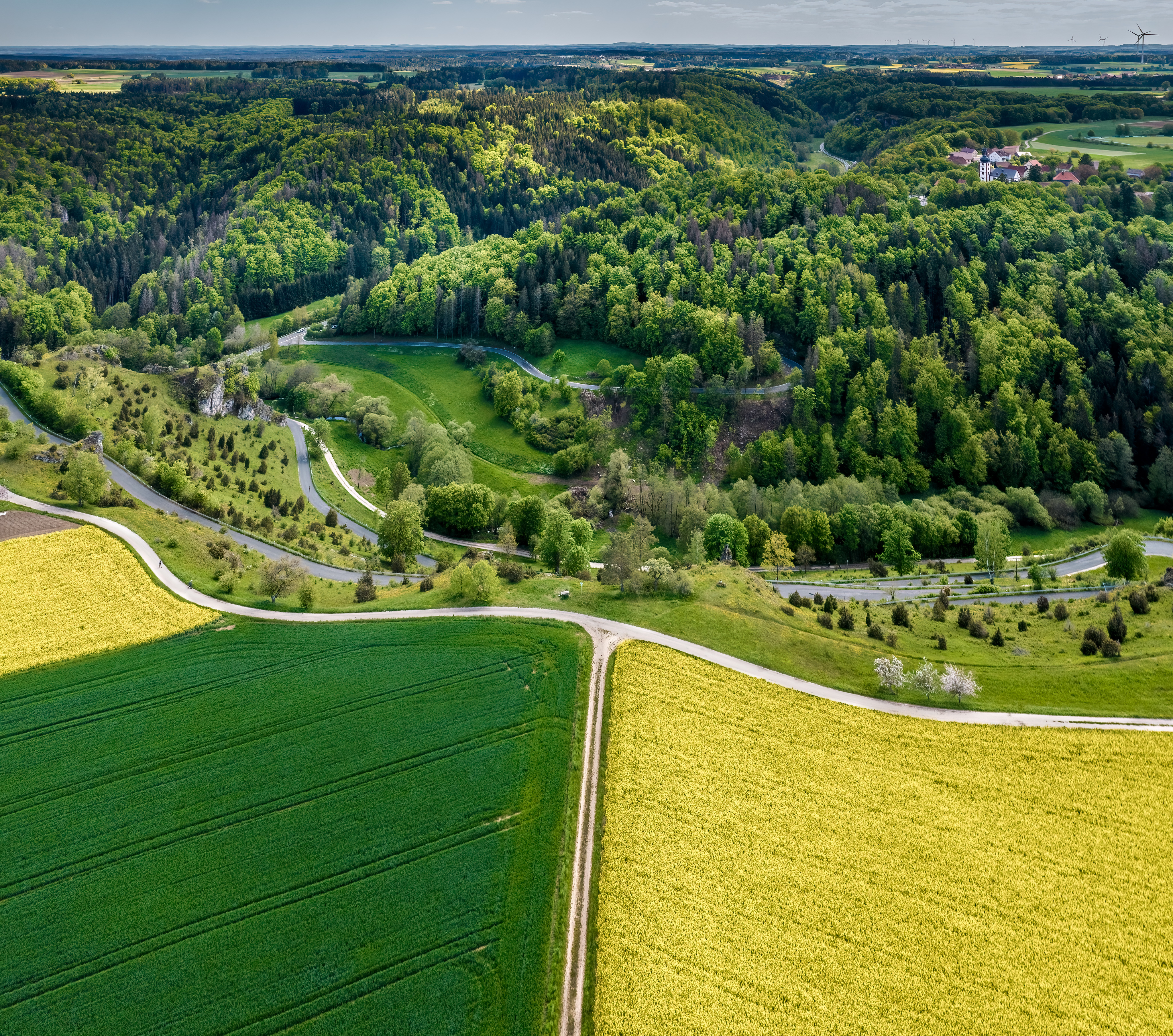
Paysage de Wallersberg, à Weismain. En bas, un champ de Colza.

Weismain est une ville de Bavière (Allemagne), située dans l'arrondissement de Lichtenfels, dans le district de Haute-Franconie.